# Inadaptats
Inadaptats est un groupe espagnol de punk rock, originaire de Vilafranca del Penedès, en Catalogne, actif entre 1990 et 2005, puis sporadiquement à partir de 2015. 

## Histoire
Au début des années 1990, un nouveau mouvement musical émerge, s'affirmant en marge de l'institutionnalisation dont souffrait le rock catalan. Ce courant musical se reflète largement dans le rock radical basque et s'impose comme un « rock combatif catalan ». Imprégné d'un fort discours anticapitaliste et indépendantiste, ce mouvement se diffuse dans les centres sociaux libérés et les espaces de loisirs alternatifs, trouvant un terrain favorable au sein de mouvements sociaux et de groupes tels qu'Inadaptats, KOP ou Obrint Pas.
Le 10 mai 2003, le groupe collabore au concert en hommage au 10e anniversaire du magazine Enderrock, qui se tient au Parc de la Ciutadella de Barcelone et auquel participent vingt groupes et artistes de la scène musicale catalane pendant dix heures. Le 12 avril 2005, ils reçoivent le prix Enderrock de la meilleure pochette d'album pour l'album Homenatge a Ovidi, publié l'année précédente,. Le 6 mai 2004, lors du gala de remise des prix organisé à la Sala Bikini de Barcelone, le groupe interprète trois de ses morceaux. En 2005, les membres Àlex Vendrell, Bull et Thrashoo, avec la collaboration de Cesk Freixas, lancent le concert acoustique La Fera Ferotge, en hommage à Ovidi Montllor.
Tout au long de leur carrière, Inadaptats sortent sept albums studio jusqu'à leur séparation en 2005. Le point culminant de leur carrière musicale est l'organisation d'un concert à Vilafranca del Penedès le 28 mai 2005, qui réunit 5 000 personnes et accueille de nombreux artistes invités, dont le groupe Sound Sistema de Pirat, en première partie.
Avec le retrait du groupe, le label Bullanga Records devient promoteur de concerts et portail Internet. Pour promouvoir ce changement, ils organisent la tournée Bullanga Revolució 2006, qui visait à présenter trois groupes en public, auxquels participent les anciens membres d'Inadaptats : Roig, Answer et Antitank Le premier concert a eu lieu le 1er avril 2006 à Sant Pere de Ribes, et la tournée dure deux mois. De plus, pour chaque entrée à chaque concert, un CD de compilation des chansons des trois formations était offert.
Le 27 février 2007, Inadaptats reçoit le prix Enderrock du meilleur DVD musical de 2006 pour Cremem les nostres naus!, un documentaire où leur dernier concert est enregistré. L'année suivante, pour le quinzième anniversaire du magazine Enderrock, ils sont sélectionnés comme l'un des quinze groupes les plus importants de la musique catalane de ces dernières années. En 2008, les cinq membres forment un nouveau groupe appelé Eina, après avoir participé à d'autres groupes comme Answer (Xavi « Cholbi ») ou en avoir créé de nouveaux comme Roig (Xavi « Bull » et Jokin « Txuta »).

### Retour sur scène

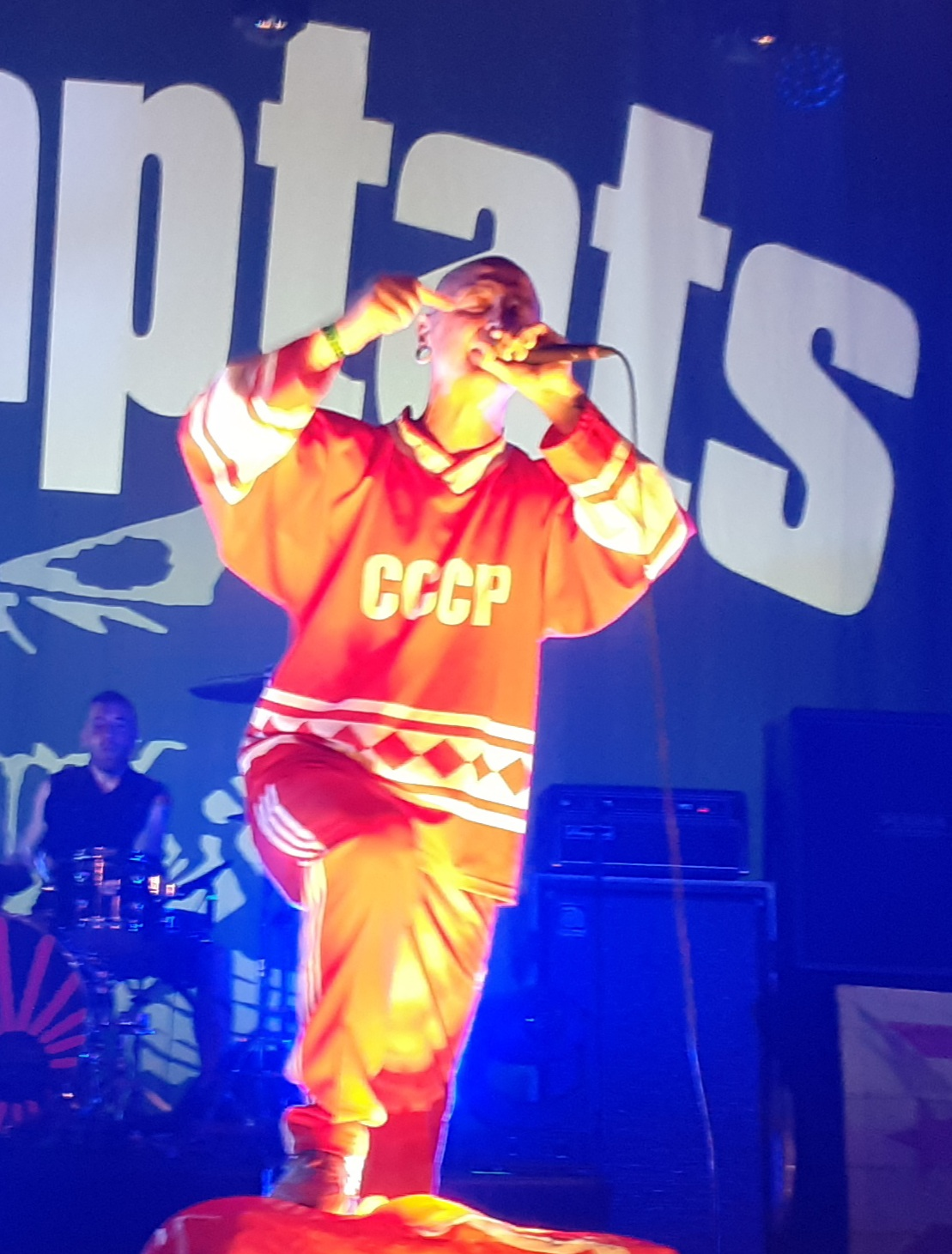
Concert de retour en 2022 à la salle Razzmatazz.

Fin 2014, Inadaptats annonce que, 25 ans après sa naissance et dix ans après son dernier concert, ils se produiraient à nouveau pour une seule occasion. Le concert a lieu le 18 avril 2015 à Vilafranca del Penedès et une partie des bénéfices est reversée à l'organisation Rescat, le collectif de défense des prisonniers politiques,.
Le 29 juillet 2017, deux ans après leur dernier concert, ils participent à la 20e édition du festival politico-musical basque Hatortxu Rock, organisé dans la commune navarraise de Lakuntza, dans le but de collecter des fonds pour améliorer la situation des prisonniers politiques basques,. À cette occasion, le grand nombre de groupes participants limite leur prestation à un concert d'une heure, limitant leur répertoire principalement aux chansons des albums Motí! Avalot..., X et Homenatge a Ovidi.
En novembre 2021, Inadaptats annonce qu'ils se produiraient à nouveau en concert le samedi 7 mai 2022 à la salle Razzmatazz de Barcelone. Plus tard, face au succès des préventes de billets, le groupe décide d'en programmer un autre dans la même salle la veille, le vendredi 6 mai,. Après la sortie de leur dernier album en 2014, Homenatge a Ovidi, et leur dernier concert au Hatortxu Rock en 2017, le groupe sort deux nouveaux singles pour l'occasion en 2021 : Inacabats, però mai vençuts! et Hiperventilats.
Poursuivant la dynamique des concerts sporadiques, le 22 juillet 2023, ils réapparaissent en concert lors de la 15e édition du festival El Tingladu à Vilanova i la Geltrú Ce jour-là, le groupe de Vilafranca partage l'affiche avec l'auteur-compositeur-interprète Crisbru, les groupes Huntza, Dr. Calypso et Tremenda Jauría, et DJ Trapella. Le 18 mai de l'année suivante, Inadaptats avait participé au concert caritatif Alerta Fest au Poble Espanyol de Barcelone devant plus de 4 000 personnes, aux côtés de Les Testarudes, Rotten XIII, Crim et Dr. Calypso. 10 des 35 euros du billet avaient été reversés directement à Alerta Solidària pour couvrir les frais de justice liés à la répression politique.
En 2024, deux jours avant la fête de Sant Fèlix, Inadaptats sort le morceau Ni pa ni circ, dont les paroles étaient de l'écrivain David Monteagudo et qui comportait des images des principaux castellers de Vilafranca, en hommage à leurs 75 ans d'histoire, comme élément central du clip vidéo. Le 20 décembre de la même année, sort un nouvel album intitulé Desnazificant, annoncé deux mois plus tôt avec la sortie du clip du morceau inclus dans l'album Catalanes que hacen cosas. Ce titre, festif et combatif, revendique l'unité d'action et la lutte pour la libération des Pays catalans. La tournée de présentation du nouvel album débute à la salle Stroika de Manresa et à la salle Santana 27 de Bilbao, fin décembre et janvier 2025 respectivement.

## Style musical
Leur style musical est un mélange de oi! et de punk hardcore, et leurs derniers albums ont également introduit le ska et le rap. Ils sont influencés, tant musicalement que politiquement, par des groupes tels que Rage Against the Machine, Kortatu et Negu Gorriak. D'idéologie communiste et indépendantiste, ils ont été définis comme un « collectif politico-musical contre-informatif visant à étendre l'utopie aux Pays Catalans, la lutte pour l'indépendance et le socialisme par l'unité d'action des travailleurs ». Tout au long de leur carrière, ils sont considérés comme l'emblème le plus radical de l'indépendance anticapitaliste, caractérisés par leur engagement ferme dans la « lutte ouvrière internationaliste, avec des allégories constantes de la révolution et une lutte acharnée contre l'injustice. »